# ريكاردو سانتوس
ريكاردو سانتوس (بالبرتغالية: Ricardo Henrique da Silva dos Santos) (13 فبراير 1987 في ريو دي جانيرو في البرازيل – )؛ هو لاعب كرة قدم سابق كان يلعب كمهاجم.

## وصلات خارجية
- ريكاردو سانتوس على موقع رابطة كرة القدم اليابانية للمحترفين (اليابانية)
- ريكاردو سانتوس على موقع قاعدة بيانات كرة القدم.إي يو (الإنجليزية)
- ريكاردو سانتوس على موقع Soccerway.com (الإنجليزية)
- ريكاردو سانتوس على موقع عالم كرة القدم.نت (الإنجليزية)